# Maurice Couve de Murville
Maurice Couve de Murville (Reims, 24 de gener de 1907 – París, 24 de desembre de 1999) fou un polític francès, partidari de Charles de Gaulle, sota la presidència del qual ocupà els càrrecs de Ministre d'Afers Exteriors (1958-1968), Ministre d'Hisenda (1968), i Primer Ministre (1968-1969).